# Ámaxac, Huazalingo
Ámaxac är en ort i Mexiko.   Den ligger i kommunen Huazalingo och delstaten Hidalgo, i den sydöstra delen av landet, 190 km norr om huvudstaden Mexico City. Ámaxac ligger 310 meter över havet och antalet invånare är 156.
Terrängen runt Ámaxac är kuperad.Runt Ámaxac är det ganska tätbefolkat, med 96 invånare per kvadratkilometer. Närmaste större samhälle är Huejutla de Reyes, 11,2 km norr om Ámaxac. I omgivningarna runt Ámaxac växer i huvudsak städsegrön lövskog.